# مناحيم بريسلر
مناحيم بريسلر (بالألمانية: Menahem Pressler)‏ (بالعبرية: מנחם פרסלר‏) هو معلم موسيقى وموسيقي وعازف بيانو إسرائيلي وألماني، ولد في 16 ديسمبر 1923 في ماغديبورغ في ألمانيا.

## وصلات خارجية
- مناحيم بريسلر على موقع IMDb (الإنجليزية)
- مناحيم بريسلر على موقع مونزينجر (الألمانية)
- مناحيم بريسلر على موقع ميوزك برينز (الإنجليزية)
- مناحيم بريسلر على موقع أول ميوزيك (الإنجليزية)
- مناحيم بريسلر على موقع ديسكوغز (الإنجليزية)